# Convento de los Remedios (Sevilla)
El Convento de Nuestra Señora de los Remedios fue fundado en Sevilla (Andalucía, España) en el siglo XVI. Era de la Orden del Carmen Descalzo. Fue desamortizado en 1835. Entre 1999 y 2020 albergó el Museo de Carruajes.

## Ermita de los Remedios
Esta ermita se encontraba a la orilla del Guadalquivir, cerca de Triana.
Según Diego Ortiz de Zúñiga esta ermita fue fundada por el canónigo de la catedral Martín de Gasca (o Gasco) en 1526, que la puso a cargo de un ermitaño llamado fray Rodrigo.
Según Alonso Morgado fue fundada hacia 1540 por un religioso llamado fray Pedro que se instaló como ermitaño con una Virgen de los Remedios. Los vecinos favorecieron con limosnas la mejora de este templo y uno de ellos donó una parcela junto al mismo para una huerta. Fray Pedro fallecería en 1553. Esta Virgen generó una devoción entre las gentes del lugar. Los marineros devotos de esta imagen saludaban con salvas de artillería cuando los barcos pasaban junto al santuario.
Según Alonso Morgado, esta ermita quedó agregada a la Basílica de San Juan de Letrán de Roma por bula de Pablo III. Según Ortiz de Zúñiga, fue agregada a San Juan de Letrán por bula de Clemente VII.

## Origen de los carmelitas descalzos
El primer monasterio de carmelitas descalzos fue fundado en 1568 en Duruelo de Blascomillán, con los discípulos de santa Teresa de Ávila Antonio de Jesús y san Juan de la Cruz, además de otros tres frailes. Al cabo de un año tuvieron que trasladarse a Mancera. En el 1600 se instalaron definitivamente en Ávila.
Fray Ambrosio Mariano de San Benito fue un soldado e ingeniero de origen napolitano que había realizado un proyecto de navegación del Guadalquivir de Sevilla hasta Córdoba para Felipe II en 1561. Fray Juan de la Miseria fue un pintor y escultor napolitano. Ambrosio y Juan fueron frailes en el Monasterio de San Basilio del Tardón, en Hornachuelos, y posteriormente estuvieron en la Ermita de San Onofre de Sevilla. En 1569 entraron en el Convento de San Pedro de Pastrana, fundado por santa Teresa de Ávila, para carmelitas descalzos.

## Convento de los Remedios

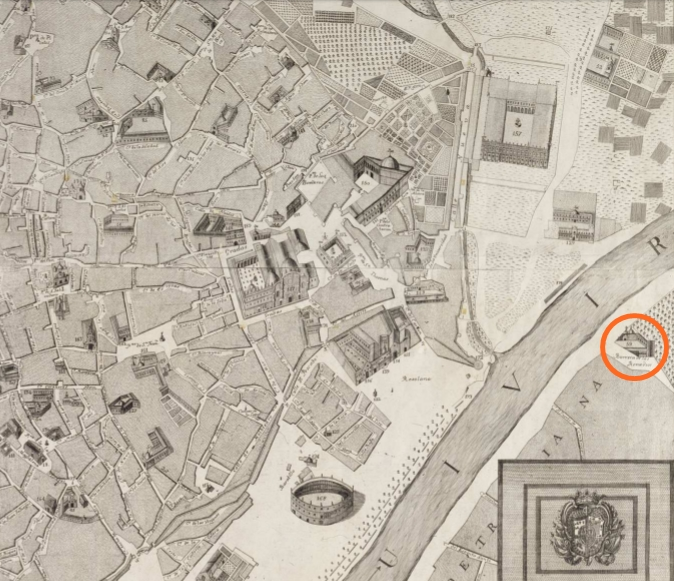
Convento de Nuestra Señora de los Remedios (señalado en naranja). Plano de Sevilla del asistente Pablo de Olavide de 1771.

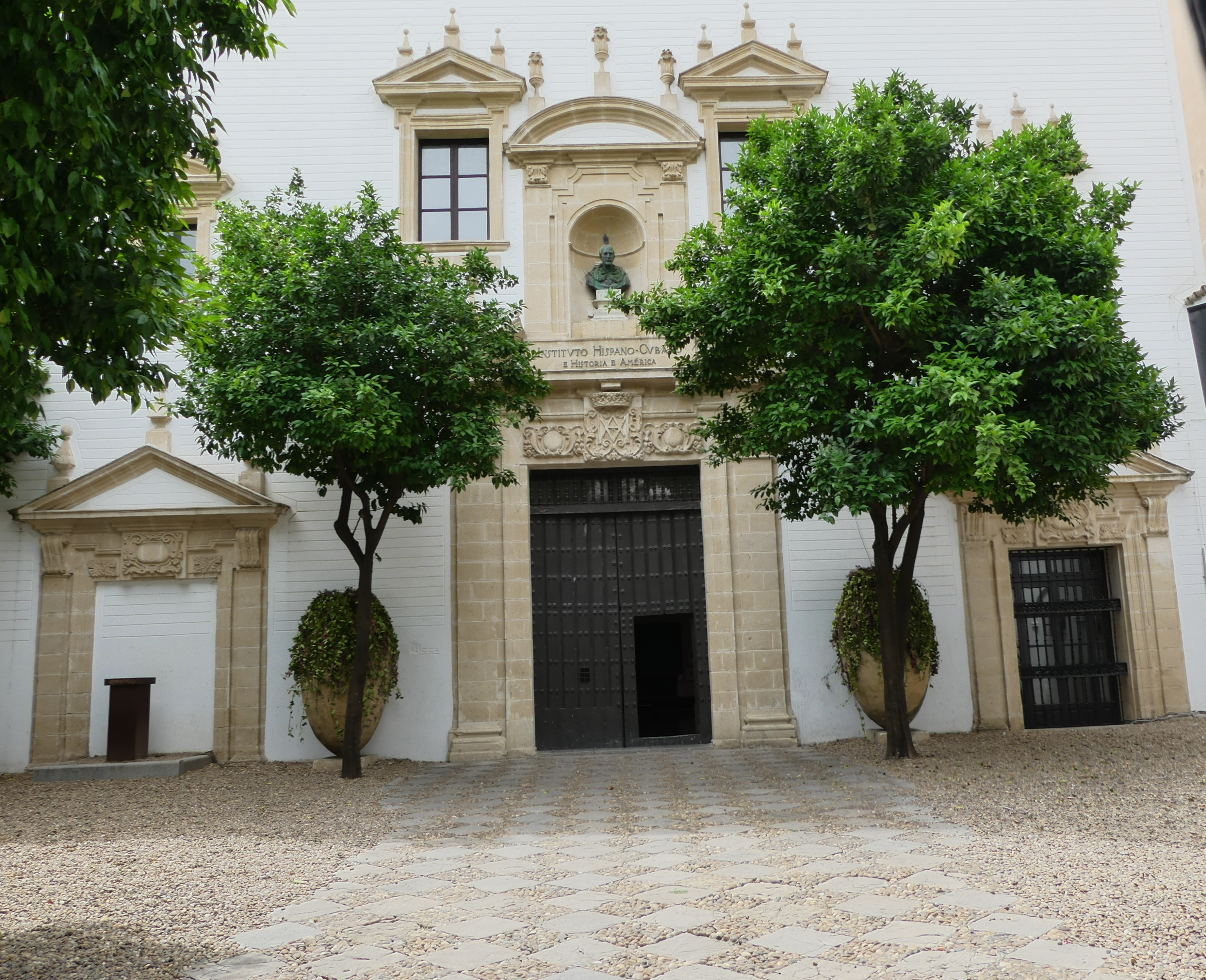
Portada del convento.

Jerónimo de la Madre de Dios fue un discípulo de santa Teresa de Ávila. En 1573 fray Jerónimo vino a Sevilla, como vicario y visitador para Andalucía, acompañado de fray Ambrosio. Se hospedaron en la Casa Grande del Carmen durante dos meses y medio.
Jerónimo solicitó al arzobispo, Cristóbal Rojas Sandoval, autorización para fundar un convento carmelita descalzo en la ciudad. Para esto, el arzobispo le entregó la ermita de Nuestra Señora de los Remedios. Jerónimo instaló la iglesia conventual en esta ermita en 1574. Junto a la ermita se construyeron las dependencias del convento, que tenía el título de Nuestra Señora de los Remedios.
En 1567 el mercader genovés Nicolás Doria, afincado en Sevilla, pasó a tener un gran interés por la religión. Realizó estudios superiores de filosofía y teología en el Colegio de Santo Tomás, de los dominicos. Fue administrador del arzobispo Cristóbal Rojas Sandoval. Luego fue a Madrid y se hizo jesuita. Posteriormente, fue llamado por el arzobispo de Sevilla y regresó a la ciudad, hospedándose en el Convento de los Remedios. Allí, participó de la vida de la comunidad religiosa. En julio de 1576 se encontró en Toledo con santa Teresa de Ávila. Poco después se ordenó sacerdote en Cádiz. Regresó a Sevilla, donde fue confesor de los frailes y las monjas del carmen descalzo. Tomó el hábito de la orden en marzo de 1577 y profesó en el Convento de los Remedios el 25 de marzo de 1578. Su nombre en religión fue Nicolás de Jesús María. Luego fue escogido vicario del convento. Al año siguiente fue designado prior del convento de Pastrana. Asistió al primer capítulo general del carmen descalzo en el Colegio de San Cirilo de Alcalá de Henares en marzo de 1581. Allí Jerónimo de la Madre de Dios fue escogido provincial y Nicolás de Jesús María fue escogido definidor. Fue elegido de nuevo prior de Pastrana en 1582. En 1593 Clemente VIII le escogió como primer prepósito general de la orden.
La cercanía al río hizo que el convento padeciera frecuentes inundaciones y que se encontrara en un estado insalubre que produjo que algunos sus religiosos enfermasen y muriesen. En 1603 se produjo una riada que inundó el convento. Un fraile fue a tañir la campana en señal de auxilio pero murió por su derribo mientras la hacía sonar. El asistente de la ciudad, Bernardino de Avellaneda, fletó un barco con veinticuatro remeros que rescató a los frailes, que fueron al Convento del Santo Ángel. La inundación de 1618 dejó el convento en muy mal estado, por lo que el arzobispo Pedro de Castro y Quiñones les entregó una cuantiosa limosna.
Por todo ello, en 1649 se comenzó la construcción de un nuevo convento en lugar cercano más elevado. El 10 de octubre de 1700 el nuevo Convento de los Remedios fue consagrado por el arzobispo Jaime de Palafox, siendo prior Andrés de Jesús María.
En 1725 una riada inundó este inmueble. En 1784 otra riada volvió a inundar el lugar, perdiéndose la cosecha de naranjas, que era la principal fuente de ingresos del convento, aunque a pesar de esto pudieron acoger a cincuenta vecinos.
La iglesia fue ampliada entre 1780 y 1785.
En 1810, durante la invasión francesa de Sevilla, el convento exclaustrado, ocupado por las tropas francesas y saqueado. La iglesia pudo reabrirse al culto en 1811, con la ayuda de la Parroquia de Santa Ana y el apoyo de los vecinos, ya que las autoridades habían querido su derribo. Los frailes pudieron regresar al convento en 1814. Finalmente, fue desamortizado en 1835. En 1844 el convento estaba completamente derribado. El templo del convento permaneció abierto, gestionado por la parroquia de Santa Ana. Fue clausurado por el régimen surgido tras la Revolución de 1868 y quedó abandonado.
Entre 1928 y 1929 el edificio fue reformado por Juan Talavera y Heredia para ser la sede del Instituto Hispano-Cubano. Durante la guerra civil española, entre 1936 y 1939, el inmueble fue empleado como sede de las tropas de la Alemania Nazi destinadas en la ciudad. Con la ruptura de las relaciones entre Franco y la Cuba comunista de Fidel Castro, la actividad del Instituto Hispano-Cubano fue muy escasa.
En 1987 el edificio fue reformado por el Estado y en 1992 fue un centro de información de la Exposición Universal.
Entre 1999 y 2020 albergó el Museo de Carruajes.

## Hermandades
A mediados del siglo XVII se fundó en el Convento de la Victoria la Hermandad de la Entrada Triunfante en Jerusalén y Nuestra Señora del Desamparo. Se unió a la Hermandad de San Sebastián en 1668. Tras la desamortización de 1835 se trasladó a la iglesia del Convento de los Remedios. Permaneció en este lugar hasta que fue cerrado por el régimen surgido tras la Revolución de 1868.
En la capilla de los Mártires, en el barrio de Triana, existió la Hermandad del Santo Ecce Homo y Nuestra Señora del Camino. Esta desapareció a mediados del siglo XVIII. Posteriormente, las imágenes de esta hermandad se situaron en la iglesia del Convento de los Remedios. Cuando fue cerrada, en 1868, pasaron a la Iglesia de Santa Ana.

## Patrimonio procedente del convento
La mayor parte del patrimonio del convento se perdió en el siglo XIX.
La Virgen de los Remedios, que se encontraba en el retablo mayor, pasó a la Iglesia de la O, donde fue destruida por el incendio provocado por grupos anticlericales en 1936.
Un retablo de madera sin dorar de este convento se encuentra en la basílica de la Hermandad del Cachorro, donde fue dorado, y alberga a la Virgen del Patrocinio.